# 동흥산구역
동흥산구역(東興山區域)은 함흥시의 행정구역 중 하나이다.

## 상세
함흥시에 위치하는 동흥산에서 이름을 따왔다. 함흥항교, 동흥산 은행나무, 구천각과 같은 국가유산이 존재한다.

## 행정구역
- 만세동[2]
- 운흥1동
- 운흥2동
- 지장동
- 반룡동
- 해방동
- 서운1동
- 서운2동
- 서흥동
- 새별동
- 송흥동
- 유정동
- 신상1동
- 신상2동
- 여위동
- 덕성동
- 용마동
- 부민리
- 서상리
- 풍호리
- 구흥리